# (4597) Consolmagno
(4597) Consolmagno (1983 UA1) – planetoida z grupy pasa głównego asteroid okrążająca Słońce w ciągu 4,21 lat w średniej odległości 2,61 j.a. Odkryta 30 października 1983 roku.